# Списак градова у САД
Ово је списак градова у САД са више од 100.000 становника по савезним државама (стање јула 2005.)

## Ајдахо
- Бојси (Boise) 193.161

## Ајова
- Де Мојн (Des Moines) 194.163
- Сидар Рапидс (Cedar Rapids) 123.119

## Алабама
- Бермингхам (Birmingham) 231.483
- Мобил (Mobile) 191.544
- Монтгомери (Montgomery) 200.127
- Хантсвил (Huntsville) 166.313

## Аљаска
- Енкориџ (Anchorage) 275.043

## Аризона
- Глендејл (Glendale) 239.435
- Меса (Mesa) 442.780
- Пиорија (Peoria) 138.200
- Скотсдејл (Scottsdale) 226.013
- Темпи (Tempe) 161.143
- Тусон (Tucson) 515.526
- Финикс (Phoenix) 1.461.575
- Чандлер (Chandler) 234.939

## Арканзас
- Литл Рок (Little Rock) 184.564

## Вашингтон
- Белвју (Bellevue) 117.137
- Ванкувер (Vancouver) 157.493
- Сијетл (Seattle) 573.911
- Спокен (Spokane) 196.818
- Такома (Tacoma) 195.898

## Вермонт
- Спрингфилд 9.078

## Вирџинија
- Александрија (Alexandria) 135.337
- Арлингтон (Arlington) 195.965
- Вирџинија Бич (Virginia Beach) 438.415
- Норфок (Norfolk) 231.954
- Њупорт Њуз (Newport News) 179.899
- Портсмут (Portsmouth) 100.169
- Ричмонд (Richmond) 193.777
- Хемптон (Hampton) 145.579
- Чесапик (Chesapeake) 218.968

## Висконсин
- Грин Беј (Green Bay) 101.203
- Медисон (Madison) 221.551
- Милвоки (Milwaukee) 578.887

## Илиноис
- Нејпервил (Naperville) 141.579
- Орора (Aurora) 168.181
- Пиорија (Peoria) 112.685
- Рокфорд (Rockford) 152.916
- Спрингфилд (Springfield) 115.668
- Чикаго (Chicago) 2.842.518
- Џолијет (Joliet) 136.208

## Индијана
- Евансвил (Evansville) 115.918
- Индијанаполис (Indianapolis) 784.118
- Саут Бенд (South Bend) 105.262
- Форт Вејн (Fort Wayne) 223.341

## Јужна Дакота
- Су Фолс (Sioux Falls) 139.517

## Јута
- Вест Вали Сити (West Valley City) 113.300
- Солт Лејк Сити (Salt Lake City) 178.097

## Калифорнија
- Анахајм (Anaheim) 331.804
- Антиок (Antioch) 100.631
- Бејкерсфилд (Bakersfield) 295.536
- Бербанк (Burbank) 104.108
- Беркли (Berkeley) 100.744
- Валејо (Vallejo) 117.483
- Вест Ковина (West Covina) 108.185
- Вајсејлија (Visalia) 108.669
- Гарден Гроув (Garden Grove) 166.075
- Глендејл (Glendale) 200.065
- Дауни (Downey) 109.718
- Дејли Сити (Daly City) 100.339
- Елк Гроув (Elk Grove) 112.338
- Ел Монти (El Monte) 122.513
- Ервајн (Irvine) 186.852
- Ескондидо (Escondido) 134.085
- Инглвуд (Inglewood) 114.467
- Конкорд (Concord) 123.252
- Корона (Corona) 149.387
- Коста Меса (Costa Mesa) 109.830
- Ланкастер (Lancaster) 134.032
- Лонг Бич (Long Beach) 474.014
- Лос Анђелес (Los Angeles) 3.844.829
- Модесто (Modesto) 207.011
- Морено Вали (Moreno Valley) 178.367
- Оукланд (Oakland) 395.274
- Окснард (Oxnard) 183.628
- Онтарио (Ontario) 172.679
- Оринџ (Orange) 134.950
- Оушансајд (Oceanside) 166.108
- Палмдејл (Palmdale) 134.570
- Пасадена (Pasadena) 143.731
- Помона (Pomona) 153.787
- Ранчо Кукаманга (Rancho Cucamonga) 169.353
- Риверсајд (Riverside) 290.086
- Ричмонд (Richmond) 102.186
- Роузвил (Roseville) 105.940
- Сакраменто (Sacramento) 456.441
- Салинас (Salinas) 146.431
- Сан Бернардино (San Bernardino) 198.550
- Вентура (San Buenaventura) 104.017
- Сан Дијего (San Diego) 1.255.540
- Санивејл (Sunnyvale) 128.902
- Санта Ана (Santa Ana) 340.368
- Санта Клара (Santa Clara) 105.402
- Санта Кларита (Santa Clarita) 168.253
- Санта Роса (Santa Rosa) 153.158
- Сан Франциско (San Francisco) 739.426
- Сан Хозе (San Jose) 912.332
- Сими Вали (Simi Valley) 118.687
- Стоктон (Stockton) 286.926
- Таузанд Оукс (Thousand Oaks) 124.359
- Торанс (Torrance) 142.384
- Ферфилд (Fairfield) 104.476
- Фонтана (Fontana) 163.860
- Фрезно (Fresno) 461.116
- Фримонт (Fremont) 200.468
- Фулертон (Fullerton) 132.787
- Хантингтон Бич (Huntington Beach) 194.457
- Хејвард (Hayward) 140.293
- Чула Виста (Chula Vista) 210.497

## Канзас
- Вичита (Wichita) 354.865
- Канзас Сити (Kansas City) 144.210
- Оверланд Парк (Overland Park) 164.811
- Олејте (Olathe) 111.334
- Топика (Topeka) 121.946

## Кентаки
- Лексингтон (Lexington) 268.080
- Луивил, округ Џеферсон (Louisville-Jefferson County) 556.429

## Колорадо
- Арвада (Arvada) 103.966
- Вестминстер (Westminster) 105.084
- Денвер (Denver) 557.917
- Колорадо Спрингс (Colorado Springs) 369.815
- Лејквуд (Lakewood) 140.671
- Орора (Aurora) 297.235
- Пуебло (Pueblo) 103.495
- Торнтон (Thornton) 105.182
- Форт Колинс (Fort Collins) 128.026

## Конектикат
- Бриџпорт (Bridgeport) 139.008
- Вотербери (Waterbury) 107.902
- Њу Хејвен (New Haven) 124.791
- Стамфорд (Stamford) 120.045
- Хартфорд (Hartford) 124.397

## Луизијана
- Батон Руж (Baton Rouge) 222.064
- Лафајет (Lafayette) 112.030
- Њу Орлеанс (New Orleans) 454.863
- Шривпорт (Shreveport) 198.874

## Масачусетс
- Бостон (Boston) 559.034
- Вустер (Worcester) 175.898
- Кембриџ (Cambridge) 100.135
- Лоуел (Lowell) 103.111
- Спрингфилд (Springfield) 151.732

## Мериленд
- Балтимор (Baltimore) 635.815
- Роквил (Rockville) 52.375

## Минесота
- Минеаполис (Minneapolis) 372.811
- Сент Пол (St. Paul) 275.150

## Мисисипи
- Џексон (Jackson) 177.977

## Мисури
- Индепенденс (Independence) 110.208
- Канзас Сити (Kansas City) 444.965
- Сент Луис (St. Louis) 344.362
- Спрингфилд (Springfield) 150.298

## Мичиген
- Ворен (Warren) 135.311
- Гранд Рапидс (Grand Rapids) 193.780
- Детроит (Detroit) 886.671
- Ен Арбор (Ann Arbor) 113.271
- Лансинг (Lansing) 115.518
- Стерлинг Хајтс (Sterling Heights) 128.034
- Флинт (Flint) 118.551

## Небраска
- Линколн (Lincoln) 239.213
- Омаха (Omaha) 414.521

## Невада
- Лас Вегас (Las Vegas) 545.147
- Рино (Reno) 203.550
- Северни Лас Вегас (North Las Vegas) 176.635
- Хендерсон (Henderson) 232.146

## Њујорк
- Бафало (Buffalo) 279.745
- Јонкерс (Yonkers) 196.425
- Њујорк (New York City) 8.143.197
- Рочестер (Rochester) 211.091
- Сиракјуз (Syracuse) 141.683

## Нови Мексико
- Албукерки (Albuquerque) 494.236

## Њу Хемпшир
- Манчестер (Manchester) 109.691

## Њу Џерзи
- Елизабет (Elizabeth) 125.809
- Њуарк (Newark) 280.666
- Патерсон (Paterson) 149.843
- Џерзи Сити (Jersey City) 239.614

## Област Колумбија
- Вашингтон (Washington) 550.521

## Оклахома
- Норман (Norman) 101.719
- Оклахома Сити (Oklahoma City) 531.324
- Талса (Tulsa) 382.457

## Орегон
- Јуџин (Eugene) 144.515
- Портланд (Portland) 533.427
- Сејлем (Salem) 150.751

## Охајо
- Акрон (Akron) 210.795
- Дејтон (Dayton) 158.873
- Кливленд (Cleveland) 452.208
- Коламбус (Columbus) 730.657
- Синсинати (Cincinnati) 308.728
- Толидо (Toledo) 301.285

## Пенсилванија
- Алентаун (Allentown) 106.992
- Ири (Erie) 102.612
- Питсбург (Pittsburgh) 316.718
- Филаделфија (Philadelphia) 1.463.281

## Роуд Ајланд
- Провиденс (Providence) 176.862

## Јужна Каролина
- Колумбија (Columbia) 117.088
- Чарлстон (Charleston) 106.712

## Северна Каролина
- Винстон-Сејлем (Winston-Salem) 193.755
- Гринсборо (Greensboro) 231.962
- Дарам (Durham) 204.845
- Кари (Cary) 106.439
- Рали (Raleigh) 341.530
- Фејетвил (Fayetteville) 129.928
- Шарлот (Charlotte) 610.949

## Тенеси
- Кларксвил (Clarksville) 112.878
- Мемфис (Memphis) 672.277
- Нешвил (Nashville) 549.110
- Ноксвил (Knoxville) 180.130
- Чатануга (Chattanooga) 154.762

## Тексас
- Абилин (Abilene) 114.757
- Амарило (Amarillo) 183.021
- Арлингтон (Arlington) 362.805
- Бомонт (Beaumont) 111.799
- Браунсвил (Brownsville) 167.493
- Вејко (Waco) 120.465
- Гарланд (Garland) 216.346
- Гранд Прери (Grand Prairie) 144.337
- Далас (Dallas) 1.213.825
- Дентон (Denton) 104.153
- Ел Пасо (El Paso) 598.590
- Ервинг (Irving) 193.649
- Каролтон (Carrollton) 118.870
- Килин (Killeen) 100.233
- Корпус Кристи (Corpus Christi) 283.474
- Лабок (Lubbock) 209.737
- Ларедо (Laredo) 208.754
- Макален (McAllen) 123.622
- Мескит (Mesquite) 129.902
- Остин (Austin) 690.252
- Пасадена (Pasadena) 143.852
- Плејно (Plano) 250.096
- Сан Антонио (San Antonio) 1.256.509
- Форт Ворт (Fort Worth) 624.067
- Хјустон (Houston) 2.016.582

## Флорида
- Гејнсвил (Gainesville) 108.184
- Кејп Корал (Cape Coral) 140.010
- Клирвотер (Clearwater) 108.687
- Корал Спрингс (Coral Springs) 128.804
- Мајами (Miami) 386.417
- Мирамар (Miramar) 106.623
- Орландо (Orlando) 213.223
- Пембрук Пајнс (Pembroke Pines) 150.380
- Помпано Бич (Pompano Beach) 104.179
- Сент Питерсбург (St. Petersburg) 249.079
- Талахаси (Tallahassee) 158.500
- Тампа (Tampa) 325.989
- Форт Лодердејл (Fort Lauderdale) 167.380
- Хајалија (Hialeah) 220.485
- Холивуд (Hollywood) 145.629
- Џексонвил (Jacksonville) 782.623

## Хаваји
- Хонолулу (Honolulu) 377.379

## Џорџија
- Атланта (Atlanta) 470.688
- Коламбус (Columbus) 185.271
- Мејкон (Macon) 218.718
- Савана (Savannah) 128.453